# Moita (kommun)
Moita (portugisiskt uttal: [ˈmojtɐ]
 ( lyssna)) är en småstad (portugisiska vila) och kommun i södra Portugal. Den ligger på Tejo-flodens södra bank, mittemot Lissabon, och gränsar till Barreiro i väster, Montijo i öster och Palmela i söder.
Småstaden Moita är huvudorten i Moita-kommunen, vilken ingår i Setúbal-distriktet, och är också en del av Storstadsområdet Lissabon (Área Metropolitana de Lisboa).
Kommunen har 66 029 invånare (2020) och en yta på 55 km². Den består av 4 kommundelar (freguesias).

## Ortnamnet
Ortnamnet Moita kommer av det portugisiska ordet moita (”buske”) med betydelse "plats där det finns buskar".

## Bilder

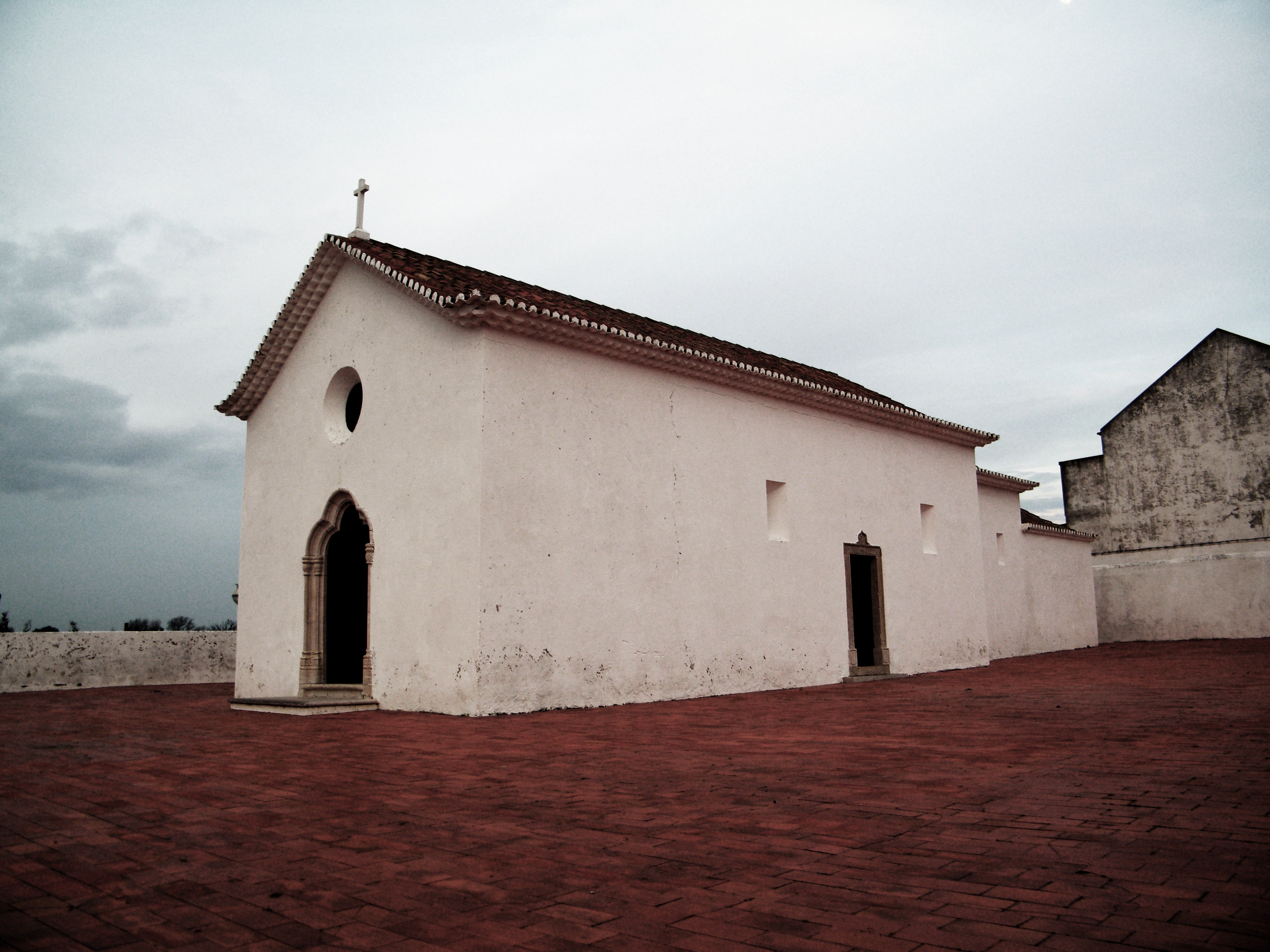
Kapellet Capela de Nossa Senhora do Rosário.
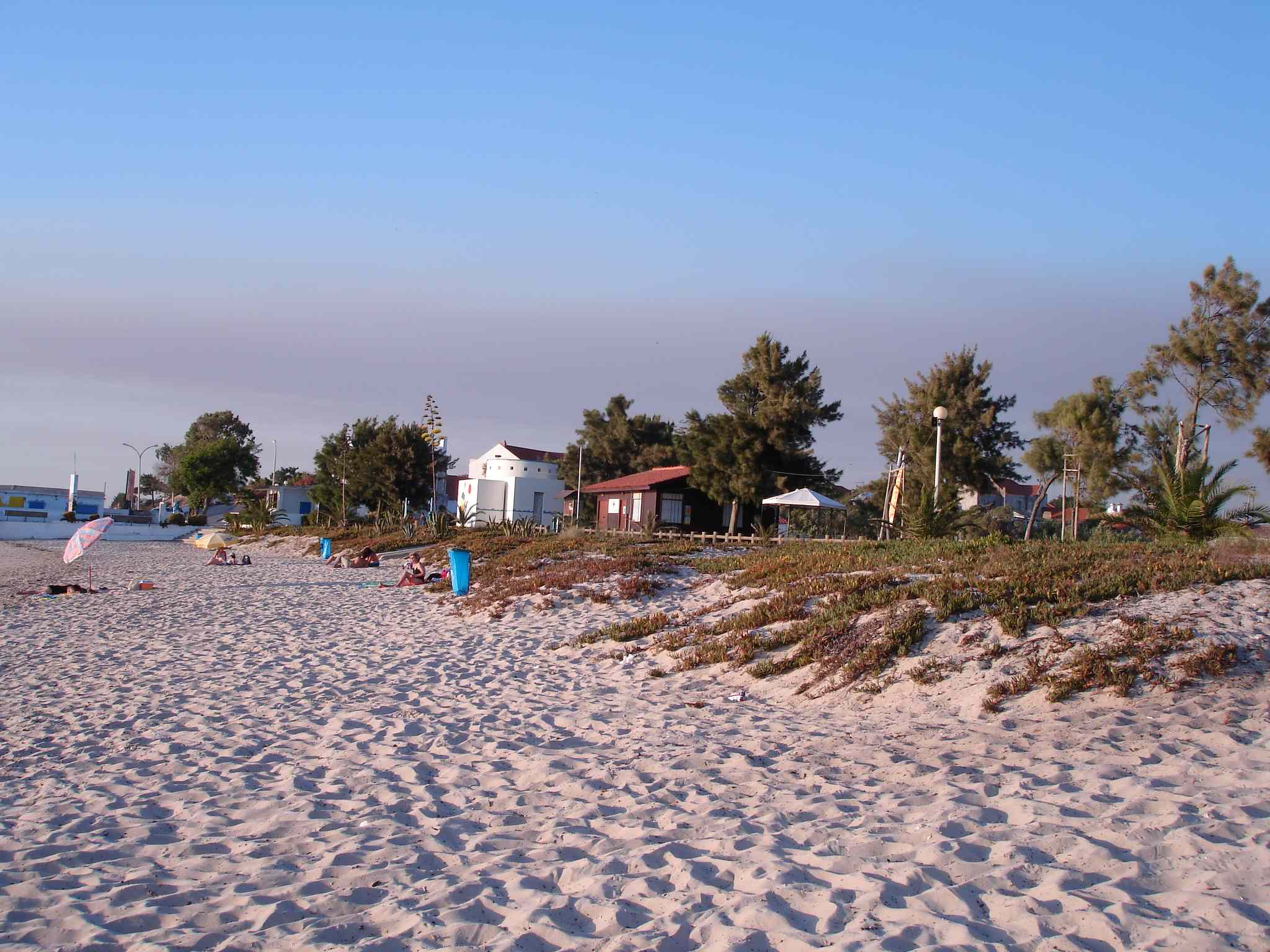
Badstranden Praia do Rosário.
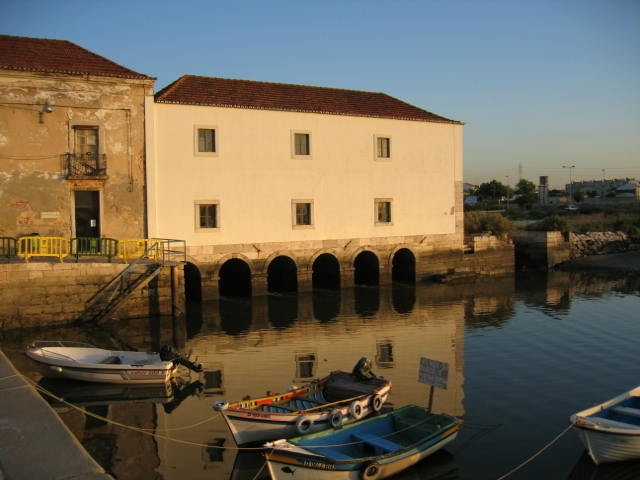
Tidvattenkvarnen Moinho de Maré de Alhos Vedros.
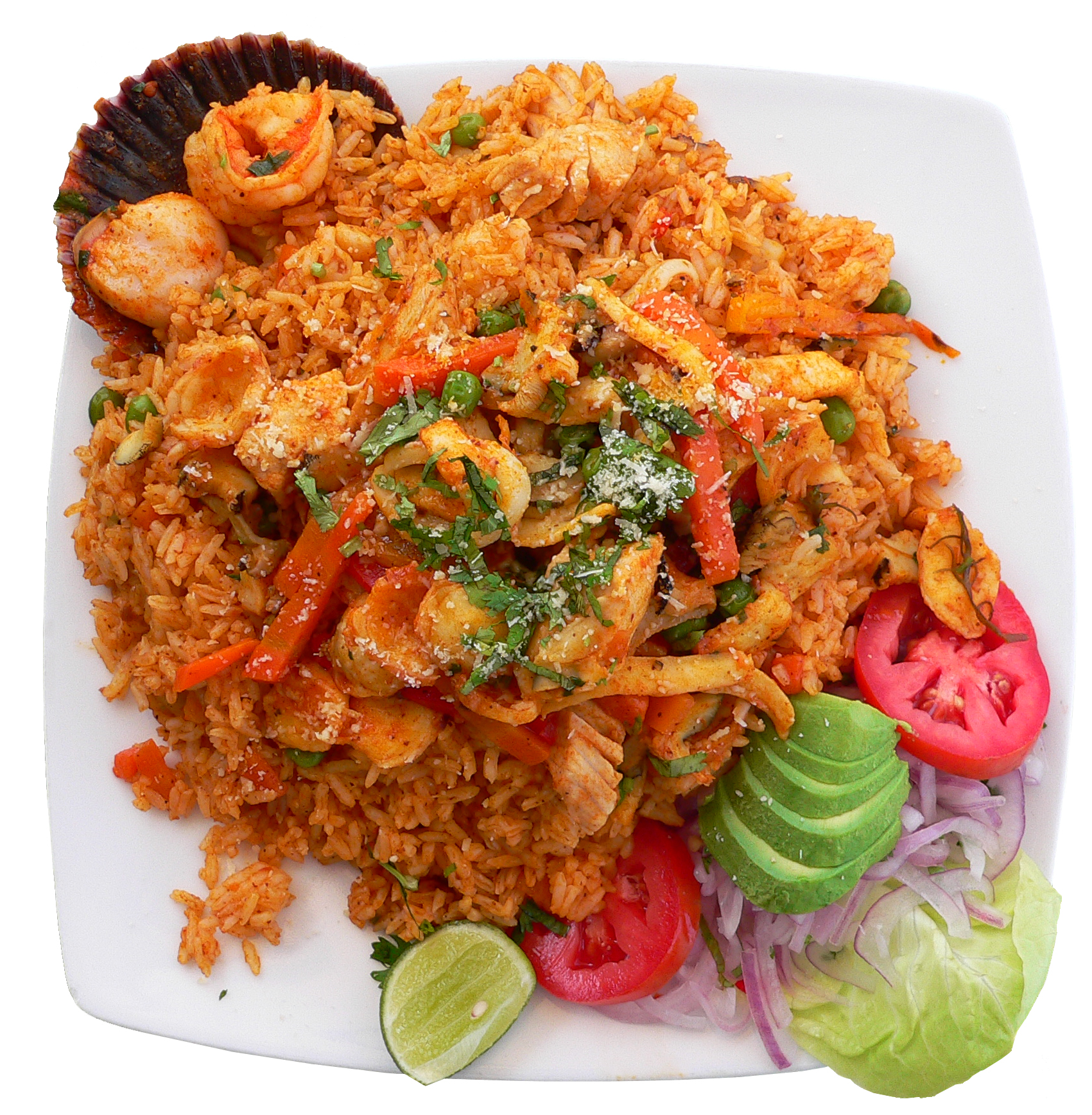
Skaldjursriset Arroz com mariscos.
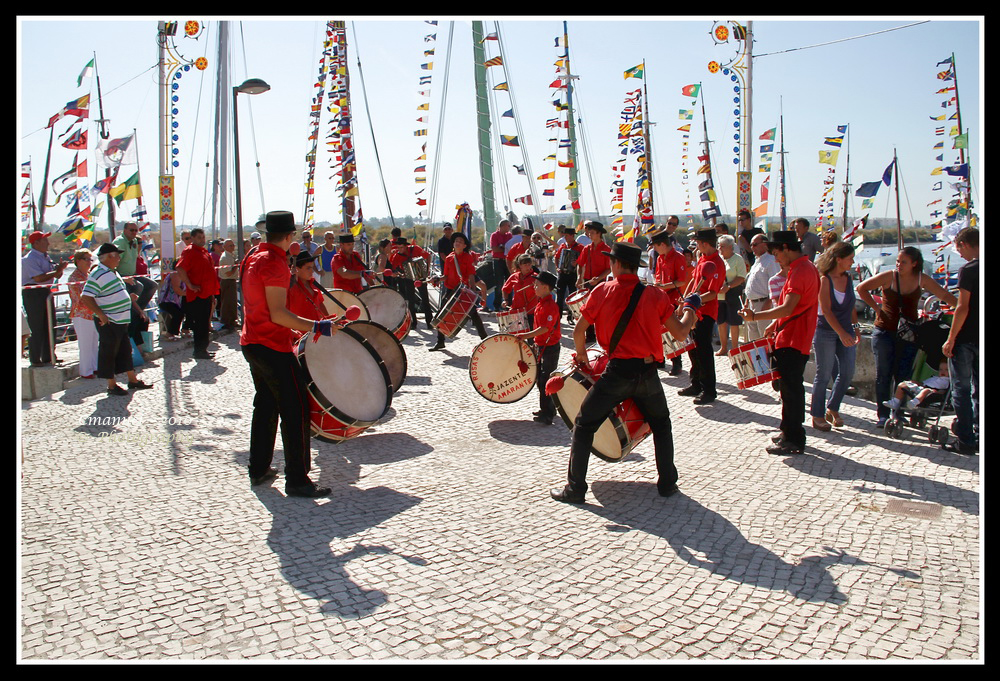
Fest och musik vid kajen
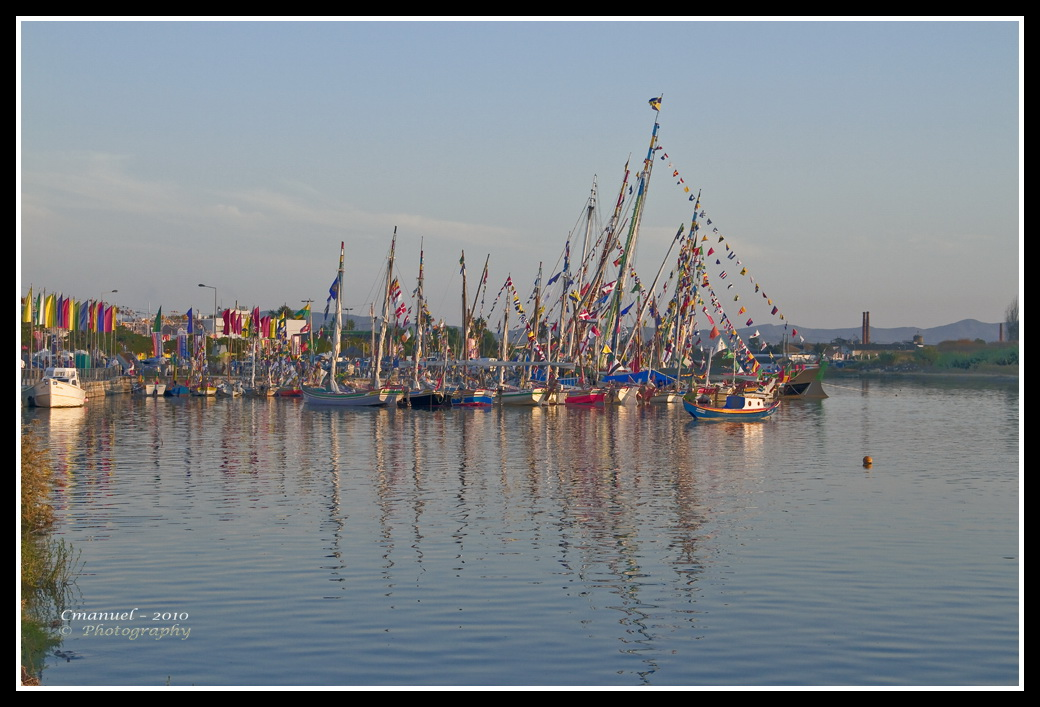
Festpryda båtar